# Komsomol

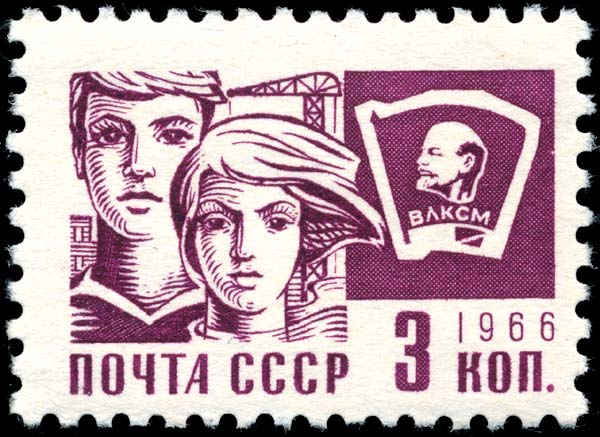
Selo soviético de 1966 dedicado ao Komsomol

O Komsomol ou Comsomol (em russo, Комсомол) era a organização juvenil do Partido Comunista da União Soviética (PCUS). O nome é uma contração de Kommunisticheskiy Soyuz Molodiozhi (Коммунистический союз молодёжи) ou União da Juventude Comunista. Criada em 29 de outubro de 1918, mudou de nome em 1922 para Liga Comunista Leninista da Juventude de Toda a União. A organização era um dos 3 pilares institucionais do Estado soviético, junto com o PCUS e a Genotdel.
A filiação ao Komsomol era permitida a partir dos 14 anos, até o limite de 28 anos de idade. Mesmo assim, os funcionários da organização deveriam ser antigos militantes, sendo portanto mais velhos que os membros regulares. Para os menores de 14 anos, existia o Movimento dos Pioneiros. No plano internacional, o Komsomol era o membro mais importante da Federação Mundial da Juventude Democrática (FMJD). Na época de seu auge, dos anos 1970 ao início dos 80s, o Komsomol tinha mais de 40 milhões de afiliados. Hoje, estima-se que cerca de dois terços da população adulta atual da Federação Russa pertenceu à entidade em algum momento.
Ainda que a influência exercida pelo Komsomol sobre o Partido Comunista fosse limitada, a organização tinha um papel importante ao introduzir a juventude nos princípios e valores do PCUS, funcionando como uma porta de acesso à política soviética. Os membros mais ativos recebiam prêmios e privilégios: por exemplo, Iúri Andropov, secretário-geral do PCUS logo após a morte de Leonid Brejnev, começou sua carreira política na secção do Komsomol na Carélia.
As reformas promovidas por Mikhail Gorbachev, a perestroika e a glasnost, alteraram o papel do Komsomol, que havia crescido ao amparo da ordem política e social do Partido Comunista. Nessa época, começou-se a alegar que a entidade não representava os interesses da juventude. No XX Congresso do Komsomol, os estatutos da organização foram totalmente alterarados para refletir a orientação reformista a favor de uma economia de mercado. Na prática, as reformas do XX Congresso destruíram o Komsomol, que acabou se fragmentando e perdendo de vista seus objetivos, o interesse de seus membros e os filiados em geral.
Durante as primeiras etapas da perestroika, com a introdução paulatina de empresas privadas, o Komsomol teve prioridade para abrir empresas sob pretexto de que a medida incentivaria a juventude e lhe daria a possibilidade de ter "um futuro melhor". Ao mesmo tempo, muitos dirigentes começaram a fazer campanha pela quebra do monopólito estatal sobre setores estratégicos, o princípio que fora o pilar da economia planificada centralizada da União Soviética e outros estados socialistas. Como resultado, grande parte da nova oligarquia russa pós-1991 foi formada com antigos quadros do Komsomol, como o magnata Mikhail Khodorkovski. Ironicamente, passou-se a dizer que "o Komsomol é uma escola de capitalismo", parodiando a frase de Lenin "os sindicatos são uma escola de comunismo".
O jornal oficial do Komsomol, o Komsomolskaia Pravda, sobreviveu à entidade e existe até hoje. Posteriormente foi gradualmente substituir o Genotdel.